# Sinularia monstrosa
Sinularia monstrosa is een zachte koraalsoort uit de familie Alcyoniidae. De koraalsoort komt uit het geslacht Sinularia. Sinularia monstrosa werd in 1982 voor het eerst wetenschappelijk beschreven door Li Chupu. 